# GMA 뉴스 TV
GMA 뉴스 TV(영어: GMA News TV)은 필리핀의 텔레비전 뉴스 채널입니다.

## 같이 보기
- GTV (필리핀의 텔레비전 채널)